# 124
Évszázadok: 1. század – 2. század – 3. század
Évtizedek: 70-es évek – 80-as évek – 90-es évek – 100-as évek – 110-es évek – 120-as évek – 130-as évek – 140-es évek – 150-es évek – 160-as évek – 170-es évek
Évek: 119 – 120 – 121 – 122 –  123 – 124 – 125 – 126 – 127 – 128 – 129

## Események

### Római Birodalom
- Manius Acilius Glabriót (helyettese májustól A. Larcius Macedo, szeptembertől C. Julius Gallus) és Caius Bellicius Flaccus Torquatus Tebanianust (helyettese  	P. Ducenius Verres és C. Valerius Severus) választják consulnak.
- Hadrianus császár Kis-Ázsia nyugati felén és Görögországban folytatja birodalmi körútját. Feltehetően a bithyniai Claudiopolisban megismeri a fiatal Antinoust, aki a szeretője lesz. Szmürnában a híres szónok, Antonius Polemon hatására új középületek építését támogatja. Meglátogatja Rodoszt, majd szeptemberben Görögországba hajózik, ahol beavatják az eleusziai misztériumokba, Athénban pedig befejezteti a félbemaradt Zeusz-templomot. Körutat tesz a Peloponnészoszon és feleleveníti a nemeai játékokat.

### India
- Nahapána nyugati ksatrapa király (az indoszkíták leszármazottja) vereséget szenved a közép-indiai Szátaváhana-dinasztia királyától, Gotamiputa Szátakanitól és maga is elesik az ütközetben. A nyugati ksatrapák állama egy időre felbomlik.

## Születések
- Lucius Apuleius, római író

## Halálozások
- Nahapána, a nyugati ksatrapák királya

## Fordítás
- Ez a szócikk részben vagy egészben  a(z)   124 című francia Wikipédia-szócikk ezen változatának fordításán alapul.  Az eredeti cikk szerkesztőit annak laptörténete sorolja fel. Ez a jelzés csupán a megfogalmazás eredetét és a szerzői jogokat jelzi, nem szolgál a cikkben szereplő információk forrásmegjelöléseként.